# Canot de l'Empereur

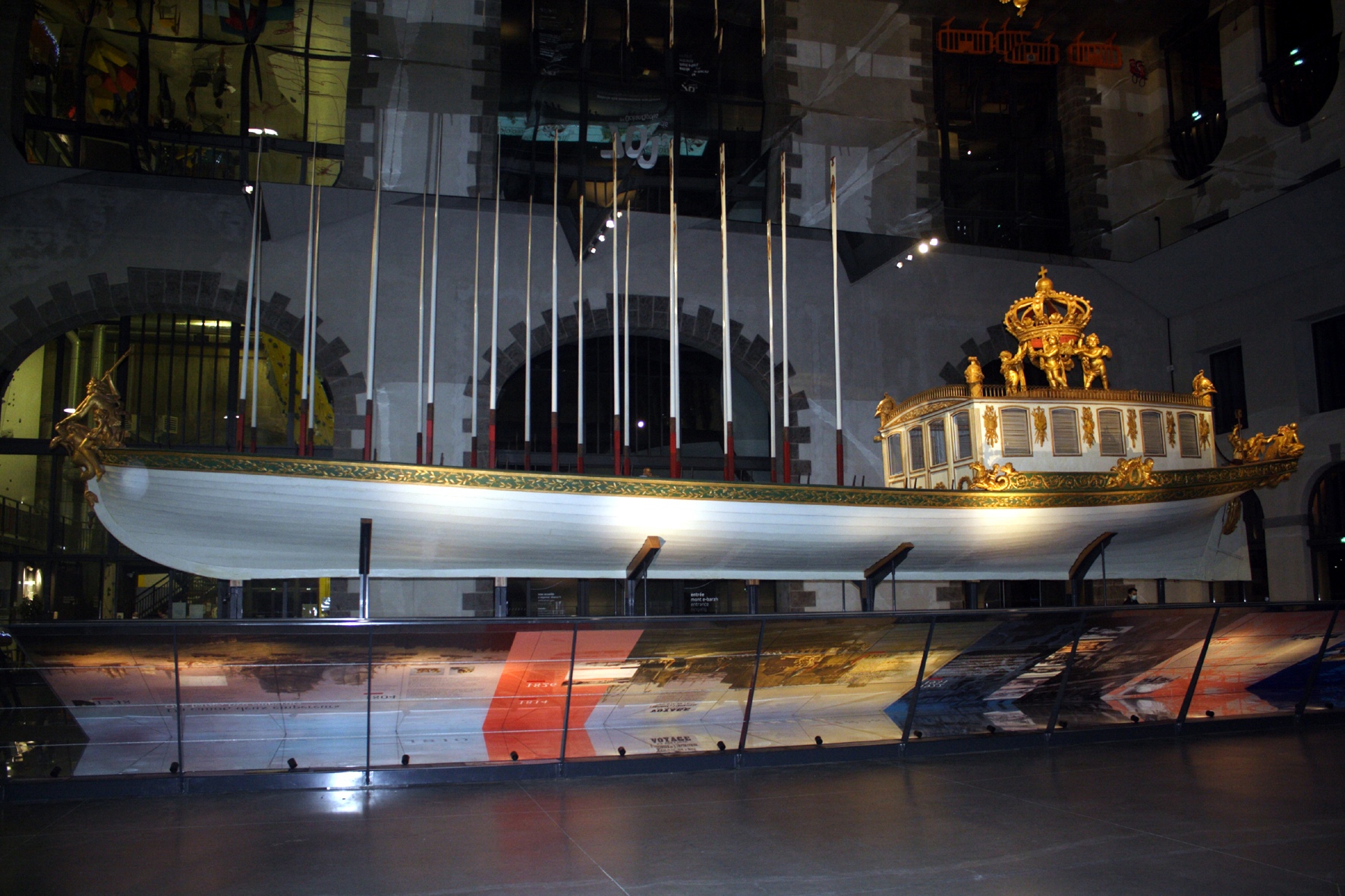
Le canot de l'empereur aux ateliers des Capucins de Brest en décembre 2020

Le canot de l'Empereur est un canot d'apparat construit pour Napoléon Ier et réutilisé par Napoléon III. Il a été conservé dans son port d'attache à Brest, puis transféré en 1943 au musée de la Marine à Paris. 73 ans après la fin de la guerre, il a été rendu à Brest où il est exposé aux ateliers des Capucins.

## Description
Le canot mesure 19,04 m de long, 3,70 m de large et un peu plus de 5,45 m de haut. Il comporte 2 rangées de 11 rames décorées et un roof arrière surmonté d'une couronne portée par 4 angelots. La figure de proue représente Neptune.

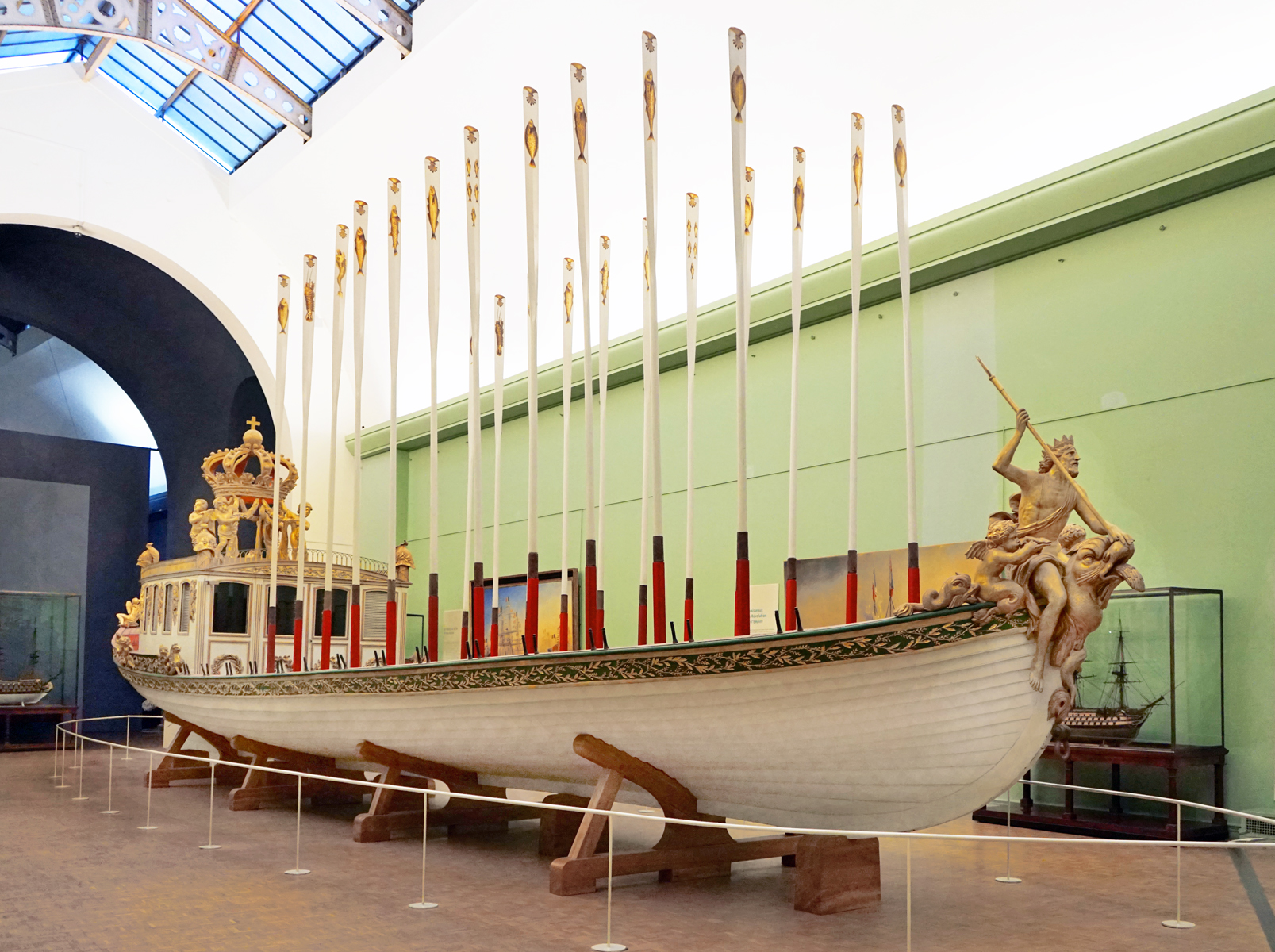
Le canot de l'Empereur au Musée national de la Marine à Paris en 2014.

## Histoire
Conçu sur les plans de l'ingénieur Guillemard sur le modèle d'un bateau vénitien, sa construction est supervisée par Théaud et dure 21 jours aux arsenaux d'Anvers, que l'empereur avait créé quelques années plus tôt. Le sculpteur anversois Van Petersen est responsable des ornements. Napoléon Ier et l'impératrice Marie-Louise paradent à son bord le 30 avril 1810. 
En 1814, après la chute de l'Empire, il est confié à l'arsenal de Brest, réputé peu favorable à Napoléon. Quelques années plus tard, son ornementation est remplacée en grande partie par le sculpteur brestois Yves Collet : le Neptune de la proue, un dauphin, un triton.  
Sous le Second Empire, il est ressorti pour la venue de Napoléon III et de son épouse Eugénie, comme le figure une toile d'Auguste Mayer de 1859. Le canot est ensuite conservé dans l'arsenal et sert à l'entraînement d'apprentis marins. 
En 1922, il parade sur la Penfeld et en 1928 est présenté au public lors d'une grande foire. En 1930, il est installé à quai, près de la porte Tourville et est donc désormais visible de façon permanente par la population.
En 1943, devant la crainte des bombardements, il est transféré à Paris. D'abord exposé sur la place du Trocadéro, à l'air libre, il rentre dans le musée de la Marine le 28 juillet 1945, ce qui demande de creuser une brèche dans les murs du palais de Chaillot . Il est enfin transféré à Brest en 2018.

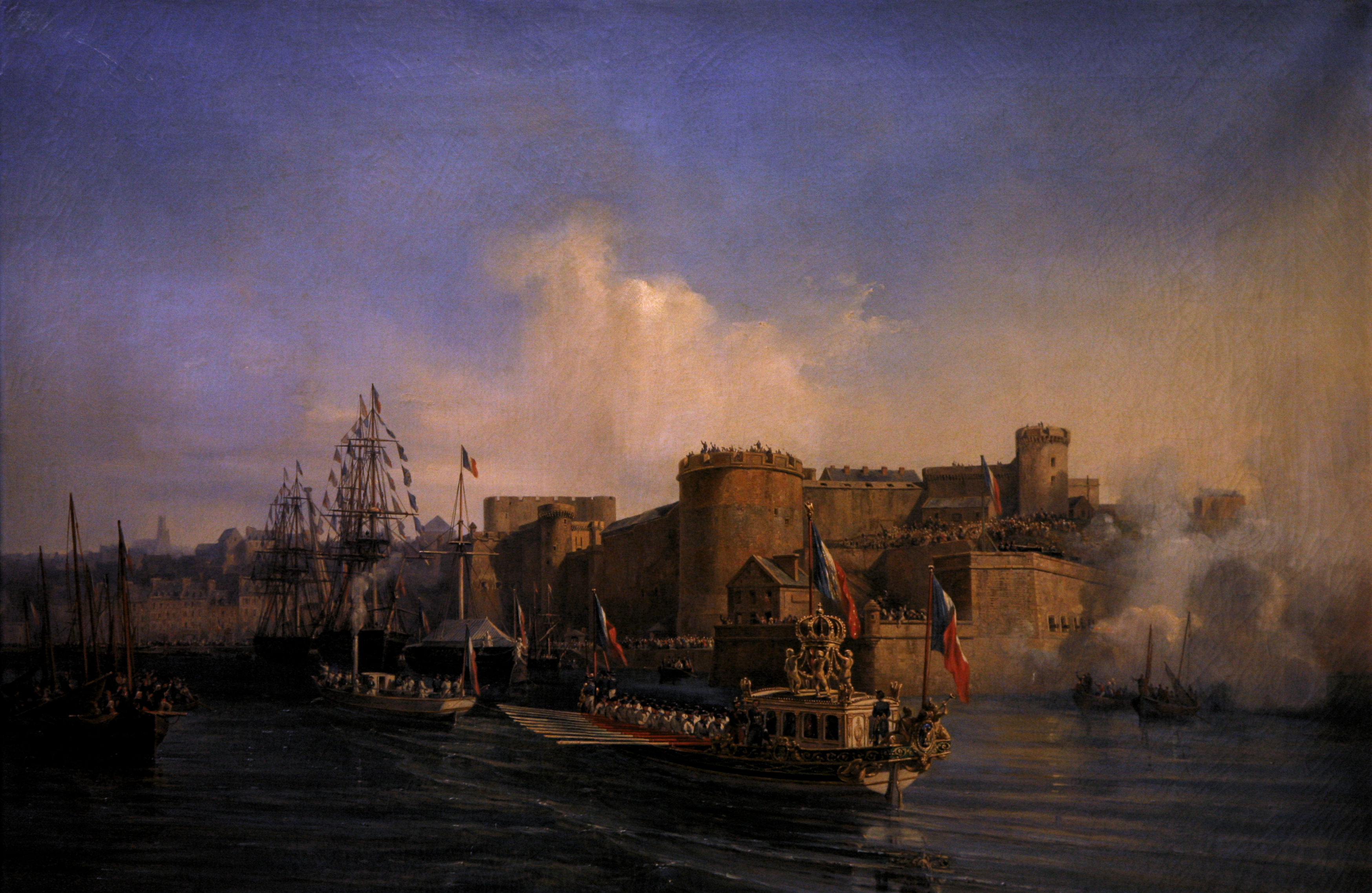
Visite de Napoléon III à Brest par Auguste Mayer.
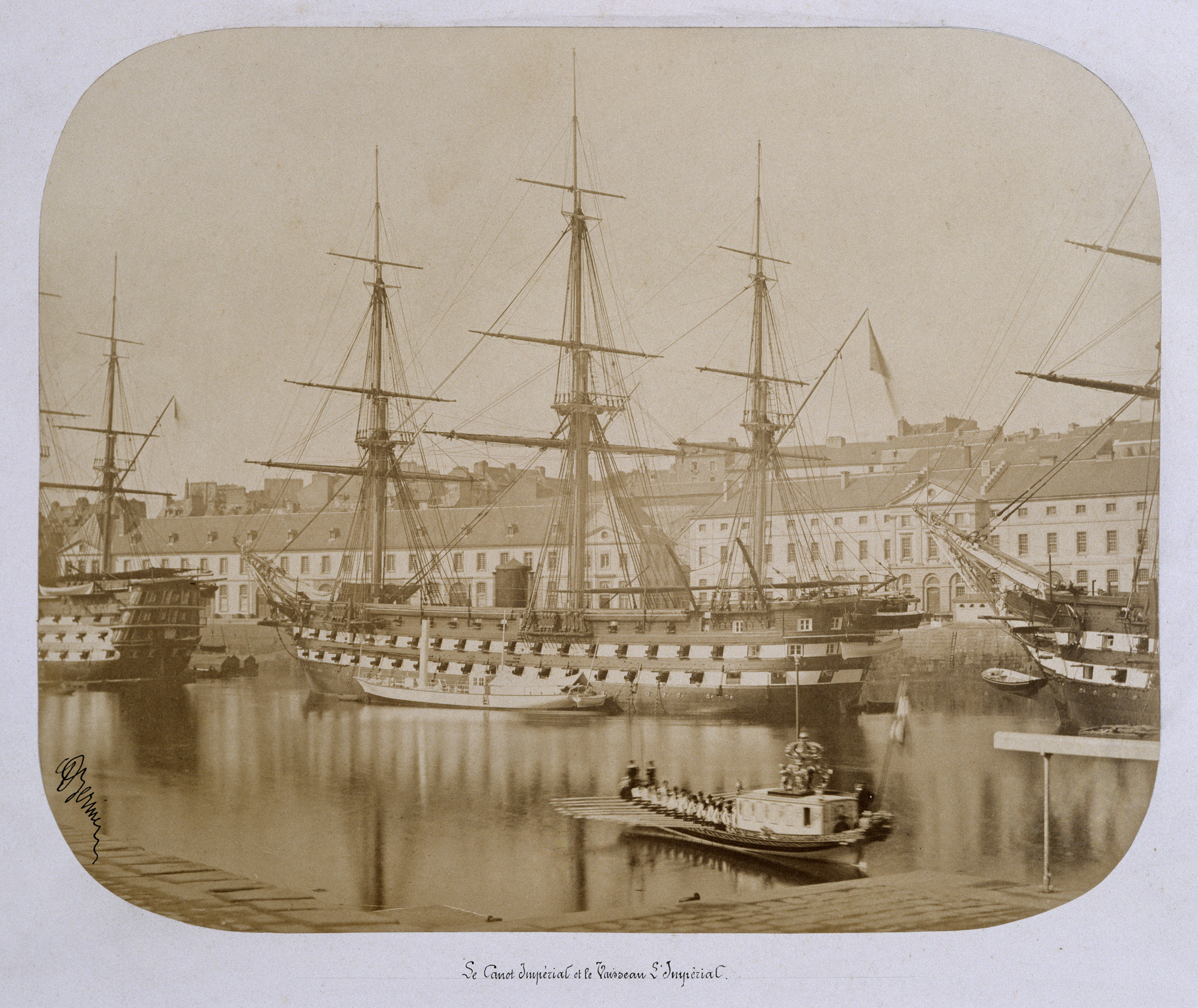
Le canot impérial et le vaisseau l'Impérial dans le port de Brest en août 1858.
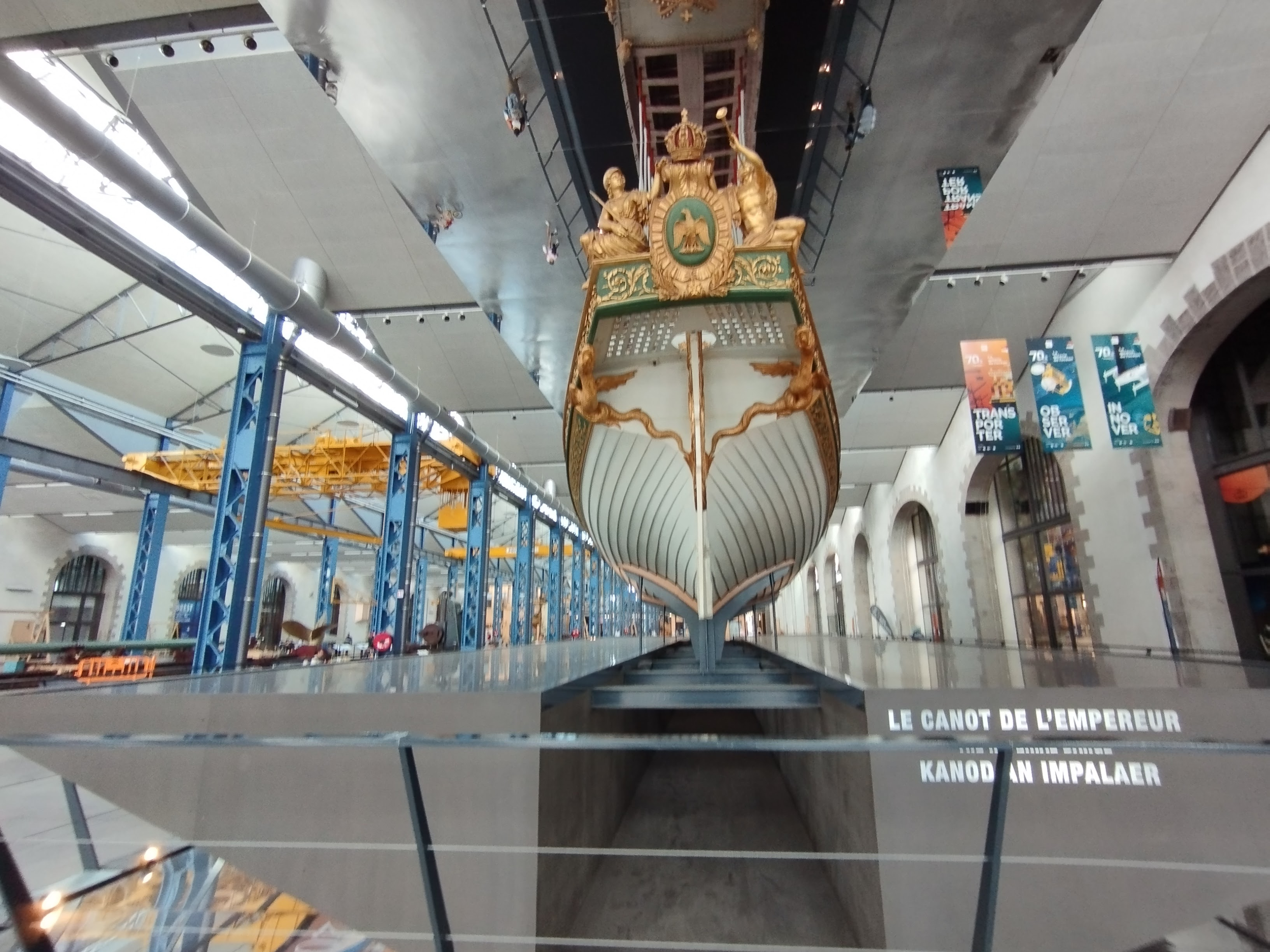
Le Canot de l'Empereur exposé dans la Salle des Machines de l'atelier des Capucins à Brest.

## Retour à Brest

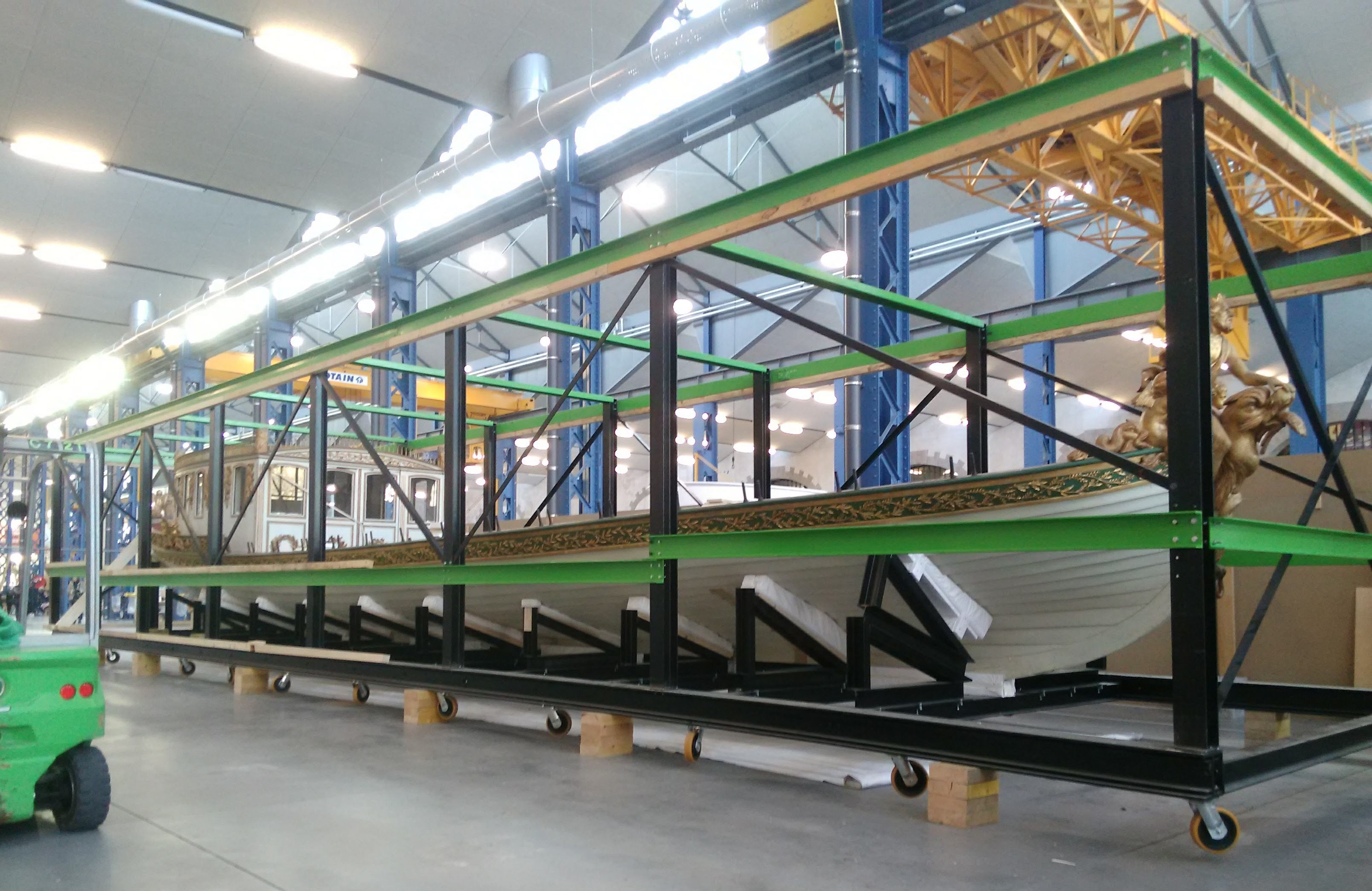
Le canot de l'empereur avec son support de transport.

Malgré la fin des bombardements et les demandes réitérées des Brestois pour le retour du canot de l'Empereur à son port d'attache, les conservateurs du musée de la marine de Chaillot décident de le garder sans contrepartie. Ce rapatriement était réclamé depuis longtemps, notamment par Pierre Péron, conservateur honoraire du musée de la Marine de Brest dans les années 1970. Il est finalement effectué à l'occasion de la fermeture temporaire du musée de la Marine à Paris pour rénovation.
Sa sortie du palais de Chaillot le 15 octobre 2018, comme son entrée en 1943, a nécessité l'ouverture d'un mur.
Le 25 octobre 2018, le canot est déposé dans les ateliers des Capucins, dans un caisson fermé afin qu'il s'acclimate à son nouvel environnement. Sa restauration a duré huit semaines et coûté 1,2 million, financée à 50 % par Brest métropole. Afin de pouvoir apprécier les décors de ses superstructures, dont une splendide couronne impériale dorée portée par quatre putti, il est exposé sous un grand miroir, devant le nouveau pôle d'excellence maritime, le 70.8, qui a ouvert le 29 mai 2021 aux Capucins.